# NGC 1507
NGC 1507 est une galaxie spirale barrée de type magellanique relativement rapprochée et située dans la constellation de l'Éridan. NGC 1507 a été découverte par l'astronome germano-britannique William Herschel en 1785.

## Caractéristiques
Sa vitesse par rapport au fond diffus cosmologique est de 758 ± 7 km/s, ce qui correspond à une distance de Hubble de 11,2 ± 0,8 Mpc (∼36,5 millions d'al).
À ce jour, une quinzaine de mesures non basées sur le décalage vers le rouge (redshift) donnent une distance de 12,647 ± 3,984 Mpc (∼41,2 millions d'al), ce qui est à l'intérieur des valeurs de la distance de Hubble.
La classe de luminosité de NGC 1507 est V et elle présente une large raie HI. Elle renferme également des régions d'hydrogène ionisé. NGC 1507 est une galaxie dont le noyau brille dans le domaine de l'ultraviolet. Elle est inscrite dans le catalogue de Markarian sous la cote Mrk 1080 (MK 1080).